# Kup europskih prvaka 1977./78. (košarka)
Ovo je 21. izdanje Kupa europskih prvaka u košarci. Sudjelovalo je 19 momčadi. Formirano je pet skupina (tri po četiri i dvije po tri), a iz svake je jedan išao u poluzavršnu skupinu (branitelj naslova Maccabi Tel Aviv išao je izravno) iz koje su prve dvije momčadi (Real Madrid i Mobilgirgi Varese) izborile završnicu. Daljnji poredak: ASVEL, Maccabi Tel Aviv, Jugoplastika Split, Alvik Stockholm. Završnica je odigrana u Münchenu 6. travnja 1978.

## Završnica
- Real Madrid -  Mobilgirgi Varese 75:67

- europski prvak:  Real Madrid (šesti naslov)
  - sastav ([1]): Wayne Brabender, Vicente Ramos, Cristóbal Rodríguez, Carmelo Cabrera, Samuel Puente, Luis María Prada, Walter Szczerbiak, Juan Antonio Corbalán, Rafael Rullán, Clifford Luyk, Juan Manuel López Iturriaga, John Coughran, Fernando Romay, Joseba Gaztañaga, trener Lolo Sainz